# Pere Farró i Llorella
Pere Farró i Llorella (Sarrià de Ter, 25 de novembre de 1894- Barcelona, 22 de gener de 1920) fou un pintor i il·lustrador català.
Pere Farró i Llorella neix a Sarrià de Ter el 25 de novembre de 1894. Fill de Pere Farró i Muntaner, natural de Barcelona que treballava d’escrivent a la Farinera Teixidor i de Dolors Llorella de Santa Coloma de Farners. Era el tercer de cinc germans. La seva germana gran, Francesca Farró, va ser una destacada bibliotecària. Varis avantpassats seus: Pere Farró i Sala i Baudili Farró i Roca havien estat batlles de Sarrià de Ter i també estava emparentat amb Narcís Farró, alcalde de Girona assassinat el 1889.
Tot i que va cursar estudis a “l'Escola Municipal d’Art de Girona”, amb Prudenci Bertrana de professor i a la “Gran Acadèmia Moderna” se’l considera un pintor autodidacte. Va fer olis, aquarel·les i gravats i destaca sobretot pels seus paisatges.
El 1914 va compartir el seu estudi del carrer Claveria amb Mela Mutermilch, durant la breu estada que la pintora polonesa va fer a Girona.

Que hi hagi constància, només va mostrar la seva obra públicament en quatre exposicions col·lectives. El 1916 fa la seva primera exposició a la Sala Athenea de Girona, de la mà de Rafael Masó, el qual des del Diari de Girona li va dedicar les següents paraules: 

«El treball d’en Farró s’emmiralla de ple en la pintura moderna que ha subseguit al impressionisme, des de Cezanne cap aquí, però és sucosa d’ingenuïtat i llibertat, sense convencionalismes i amb un fons d’inquietud i de tremolor que la fan altament simpàtica. La preocupació d’escola, cert que s’hi endevina també, però en la forma més atenuant, ja que es veu que és filla d’haver-hi nascut i d’haver-la mamada, però ben sovint ix ben enfora la persona, endevinant-se bé l'emoció sentida per l’artista i l'existència d’una ànima tota exquisida i delicada apte per a les més subtils sensacions».
Va fer diversos treballs d’il·lustració i de crítica d’art per la revista literària “Ofrena”
Fou un dels fundadors i teòrics del moviment d'avantguarda ""Agrupació d’artistes catalans" amb altres pintors de l'època amb qui va exposar a les galeries Dalmau de Barcelona en diverses ocasions: el 1919, el 1920 i el 1922 després de mort.
Va il·lustrar el llibre "Les cançons de l'instant " del poeta empordanès Jaume Maurici amb xil·lografies.
Va morir de tuberculosi a Barcelona el 22 de gener de 1920 i està enterrat al cementiri de les Corts.